# Shuangyashan
Shuangyashan is een stadsprefectuur in de noordelijke provincie Heilongjiang, Volksrepubliek China. Shuangyashan ligt in het oosten van de provincie Heilongjiang.
De staalgroep Jianlong Group heeft een grote cokes- en staalfabriek in Shuangyashan.